# Weddellrobbe
Die Weddellrobbe (Leptonychotes weddellii) ist eine der häufigsten Robben der Antarktis. Benannt ist sie nach ihrem Entdecker, dem englischen Seefahrer und Robbenjäger James Weddell.
Der wissenschaftliche Gattungsname ist aus den altgriechischen Worten leptos (schmal), onychos (Kralle/Nagel) und der besitzanzeigenden Endung -otes zusammengesetzt.

## Merkmale
Die Weddellrobbe ist stahlgrau gefärbt und trägt hellere weiße oder gelbliche Flecken am ganzen Körper. Im Sommer verblassen die Farben, im Winter werden sie wieder kräftiger. Jungtiere sind noch ungefleckt. Weddellrobben sind etwa 2,5 m, selten über 3 m lang und um die 400 kg schwer. Der verhältnismäßig kleine Kopf und die kurze Schnauze unterscheiden sie von anderen antarktischen Robben.

## Verbreitung

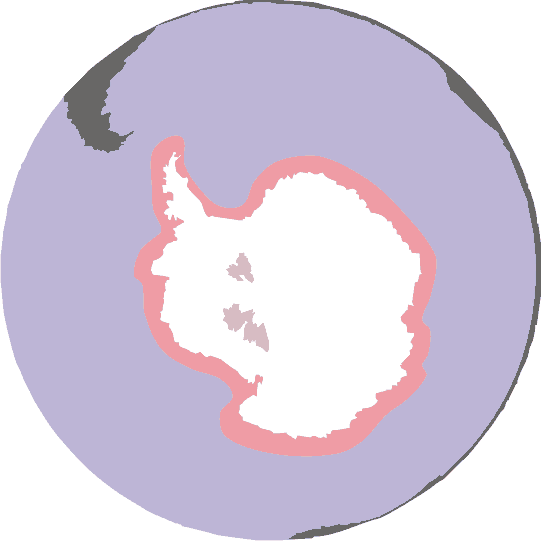
Antarktika

Die Weddellrobbe gehört zu den charakteristischsten Tieren der Antarktis. Sie lebt rund um die gesamte Antarktis am Rand des Packeises und wird weiter südlich angetroffen als jedes andere Säugetier.
Im Winter ziehen viele Weddellrobben nicht nordwärts, sondern halten ein Eisloch offen, indem sie das zufrierende Wasser ständig mit den Eckzähnen benagen. So kann ein Loch noch offengehalten werden, selbst wenn das umgebende Eis eine Dicke von 2 m erreicht hat.
Wandernde und verirrte Weddellrobben werden manchmal an den Küsten der Falklandinseln, Australiens und Neuseelands gesehen. Diese Regionen sind aber nicht Teil ihres eigentlichen Verbreitungsgebiets.

## Lebensweise

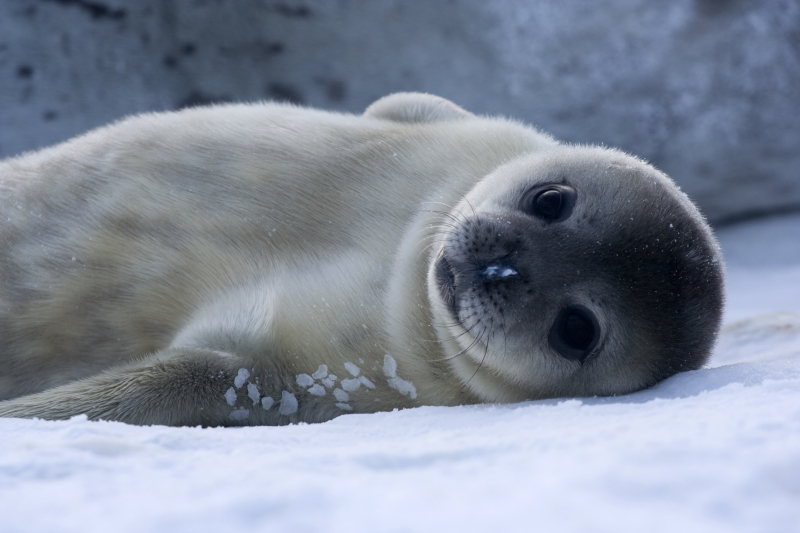
Junge Weddellrobbe

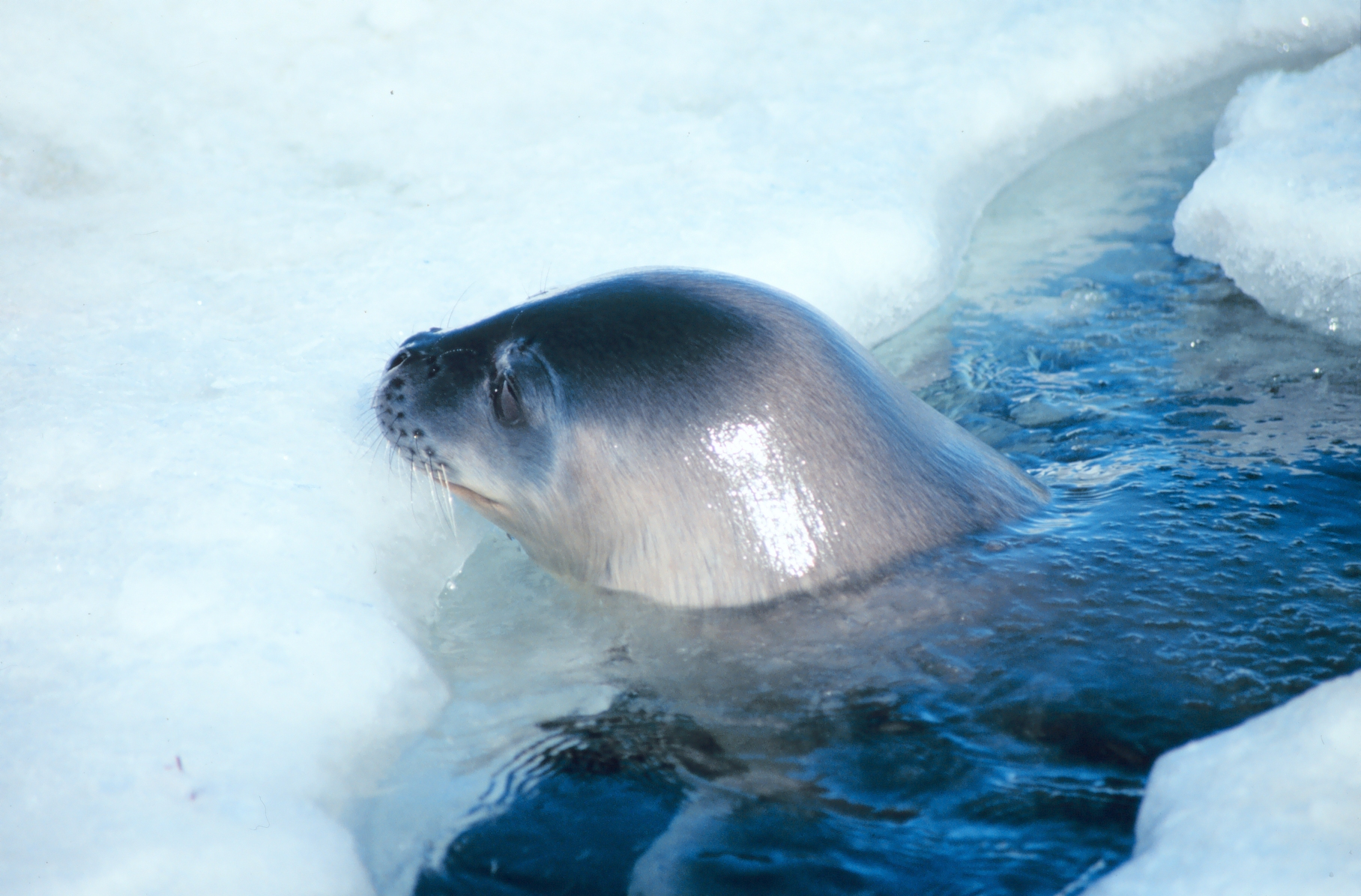
Weddellrobbe am Eisloch

Auf dem Eis wirken Weddellrobben schwerfällig und träge. Da sie außerhalb des Wassers keine Feinde zu fürchten haben, zeigen sie kein Fluchtverhalten und lassen sich von Menschen ohne weiteres berühren. Anders ist dies im Wasser, wo der Schwertwal ihr ärgster Feind ist. Auf der Flucht vor ihm versuchen Weddellrobben manchmal, dicht unter die Eisdecke zu gelangen, wo der Schwertwal sie nicht erreichen kann. Ein weiterer Fressfeind ist der Seeleopard.
Die Nahrung besteht fast ausschließlich aus Fischen, vor allem Antarktisdorschen. Daneben werden in geringen Mengen auch Kopffüßer und Krebstiere gefressen. Beim Tauchen nach Nahrung erreichen Weddellrobben Tiefen von bis zu 600 m und können bis zu einer Stunde unter Wasser bleiben. Auf einem solchen Tauchgang können sie bis zu 12 km zurücklegen.
Weddellrobben leben einzelgängerisch. Manchmal teilen sich mehrere Einzeltiere gezwungenermaßen ein Eisloch, an dem es dann zu Kämpfen kommen kann. Jüngere Tiere sind gegenüber Artgenossen duldsamer, Alttiere aber versuchen, Reviere zu verteidigen. Die Jungen kommen im antarktischen Frühling (September/Oktober) auf dem Eis zur Welt. Das einzige Junge ist zunächst einfarbig grau und wird sechs Wochen gesäugt. Anschließend wird es von der Mutter verlassen, die sich dann im Wasser erneut paart. Mit zwei Jahren werden diese Robben geschlechtsreif, ihre Lebenserwartung beträgt 25 Jahre.
Auf dem Eis kommunizieren Wedellrobben durch Rufe im hörbaren Bereich. Die Rufe der Jungtiere sind höher als die der Erwachsenen. Beim Schwimmen unter der Eisdecke stoßen Weddellrobben Ultraschallrufe aus. Ob diese der Kommunikation mit Artgenossen oder der Echoortung dienen, ist bisher nicht bekannt.

## Bestand
Die Population der Weddellrobbe wird auf 500.000 bis 1 Million Tiere geschätzt, womit sie nach dem Krabbenfresser die häufigste Robbe der Südpolarregion ist. Die Bestände sind momentan stabil. In der Vergangenheit wurden sie bei Forschungsstationen gelegentlich als Nahrung für Schlittenhunde getötet.